# Adrian Siemerding

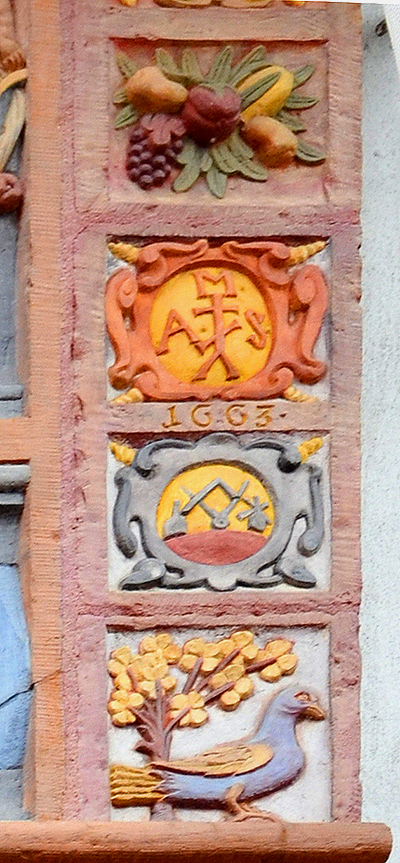
Das Meisterschild von Adrian Siemerding am 1663 erbauten Overlachschen Haus

Adrian Siemerding (* wohl zwischen 1613 und 1623 in Hannover; † 4. Februar 1673 ebenda) war ein deutscher Maurermeister, Steinhauer und Ratsbaumeister.

## Leben
Adrian Siemerding war der Urenkel des Bildhauers Arndt Siemerding und gehörte einer hannoverschen Handwerker- und Künstlerfamilie des 16. bis 18. Jahrhunderts an, zu der Goldschmiede, Bildnismaler, Bildhauer, Maurer und Tischler gehörten. Sein Geburtsdatum ist bisher unbekannt, angenommen wird die Zeit zwischen 1613 und 1623. Als Bürger der Stadt Hannover lässt er sich erst nach dem Dreißigjährigen Krieg nachweisen, da er am 17. Januar 1649 getauft wurde. Neun Monate später, am 20. September 1649, heiratete er in der evangelischen Marktkirche Ursell Hoffmans.
Mehrfach war er für Johann Duve tätig, insbesondere in der Calenberger Neustadt. Etwa 1669/70 wurde Siemerding zum Ratsbaumeister ernannt.

## Werke
- 1653 mit E. Holste und H. Alverß beteiligt am Wiederaufbau des Turmes der Kreuzkirche in Hannover (unter Leitung von Johann Duve)
- 1655 Bau der Duvekapelle an der Kreuzkirche
- 1658 Haus („Plenterburg“/„Zum römischen Kaiser“/„Siemerings Schenke“) für Johann Kleine in der Osterstraße
- 1662 Haus (Am Markte) für Franz Holste
- 1663 Fassade des Hauses für Johann Overlach, ebenfalls am Marktplatz der Altstadt. Die Fassade wurde bei der Erweiterung des Platzes 1884 zur Lavesstraße 82 versetzt für den Bankier August Basse. Sie ist laut Helmut Knocke heute die „einzige in Hannover ganz erhaltene bürgerliche Renaissance-Fassade“ (Overlachsches Haus).[4] Sie war aus Werkstein ursprünglich einem viergeschossigen Massivbau vorgesetzt; die streng symmetrische Fassadengliederung ist reich mit plastischem Sandsteindekor geschmückt.[5] Am Haus war auch eine hannoversche Stadttafel angebracht.[6]
- 1666–1670 beteiligt beim Bau der Neustädter Hof- und Stadtkirche St. Johannis (insbesondere beim Südportal mit dem Wappen)
- 1669 „anstelle der 1630 eingestürzten St. Gallenkapelle“ das (heutige Eckhaus) Burgstraße 23/23a für Johann Duve. Die vorkragenden Fachwerkobergeschosse setzen auf massives Erdgeschoss auf. In dem Haus wohnte später zeitweilig der Dichter Philipp Spitta. Im Zuge der Altstadtsanierung (1936–1939) und der Freilegung des Ballhofs für einen HJ-/BDM-Komplex, in den das „Spitta-Haus“ einbezogen war, wurde es 1938 renoviert und im Erdgeschoss mit glatten Werksteinplatten verkleidet.[7]

Ungeklärt ist bis heute der Anteil Siemerdings an den Bildhauerarbeiten.

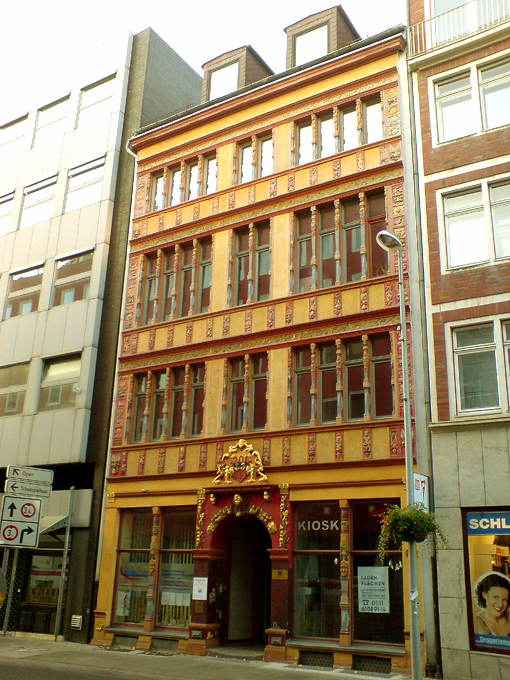
Das Overlachsche Haus in der Lavesstraße 82; die Fassade von 1663 wurde 1884 für den Bankier August Basse hierher versetzt; sie ist die einzige vollständig erhaltene bürgerliche Renaissance-Fassade in Stein in Hannover
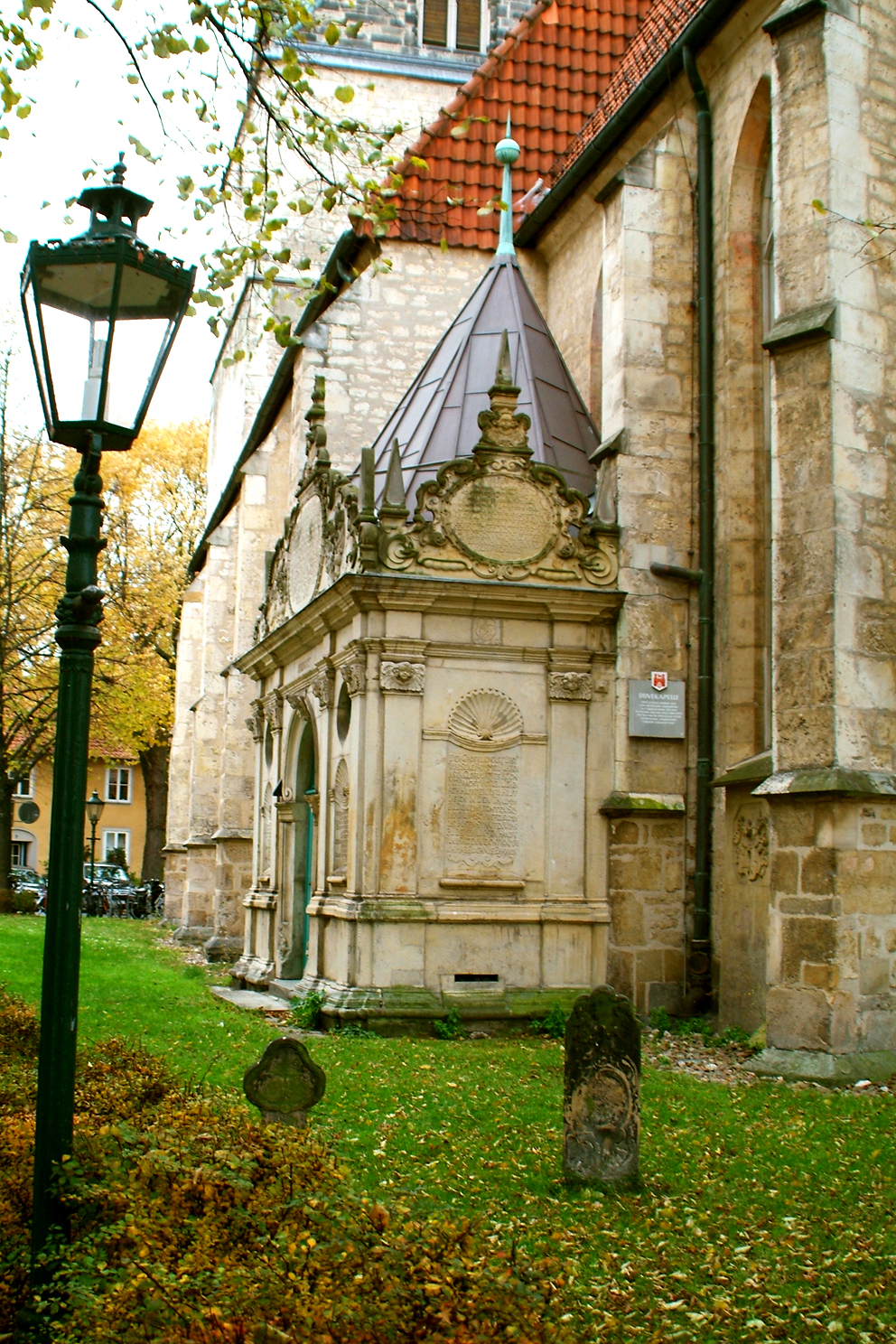
Die Duvekapelle am Kreuzkirchhof, 1655 als Erbbegräbnis für den Kaufmann und Ratsherrn Johann Duve erbaut; im Vordergrund Grabsteine, an der Wand der Kreuzkirche die Stadttafel Nummer „2“
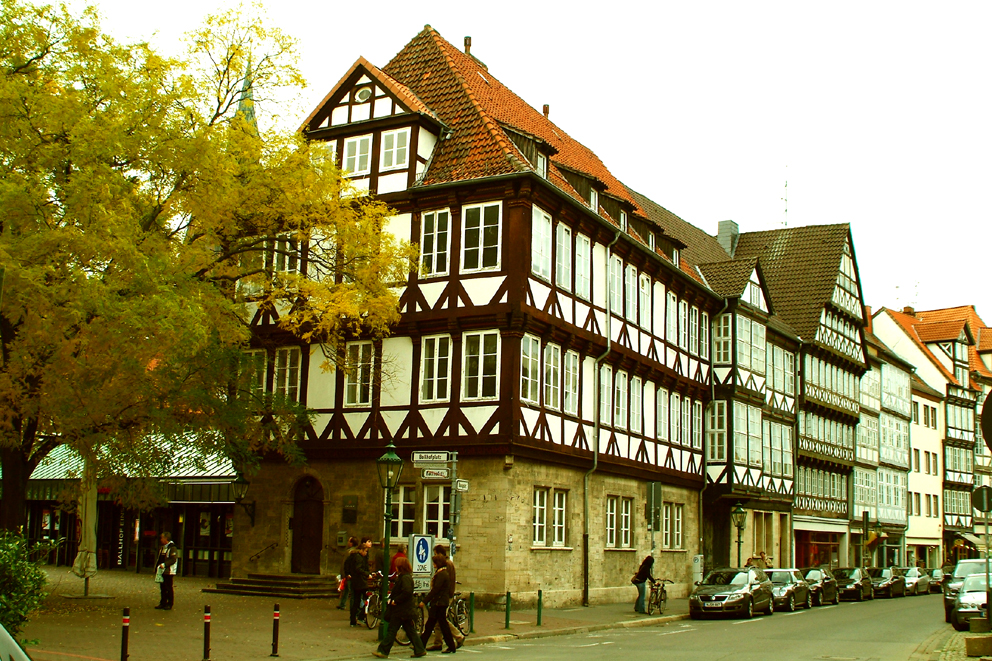
Burgstraße 23/23a 1669 für den Ratsherrn Johann Duve gebaut, später Wohnhaus des jungen Philipp Spitta, 1938 saniert für einen Hitlerjugend-/BDM-Komplex

## Ehrungen
Nach dem Baumeister wurde die 1927 angelegte Siemerdingstraße in Groß-Buchholz benannt.